# 吉丕
吉丕（192年前？—218年），冯翊郡池阳县（治今陕西省泾阳县西北）人，或因字形相近誤作吉本，又一說是避魏文帝曹丕名諱，東漢末年太醫令。

## 生平
建安二十三年（218年）正月，吉丕與少府耿紀、司直韋晃等起事反曹，趁夜攻打在許都（今河南許昌）的丞相長史王必，焚烧大门，并射中王必肩膀。最後，被王必和潁川典農中郎將嚴匡平定，吉丕等兵敗被斩殺。
其族人临汾县令吉茂等也被牵连下狱。钟繇证明吉茂和吉丕绝无关联，吉茂才得以免刑。

## 子
- 吉邈，字文然，和金祎、耿纪、韦晃、父亲吉丕一起反曹操，兵敗斩殺。
- 吉穆，字思然，和金祎、耿纪、韦晃、父亲吉丕一起反曹操，兵敗斩殺。

## 《三国演义》
在《三国演义》中，吉丕在此名为吉太，因字称平，故又唤作吉平。曾参与董承等人刺杀曹操的计划，咬下一根手指发誓，并企图在为曹操治病时毒死曹操，但被董承家仆秦庆童出卖，因此被曹操识破而遭处刑。之后其子吉邈和吉穆都参与了由耿纪和韦晃等人所发动的反叛曹操的行动，但都失败被杀。